# Peugeot Speedfight

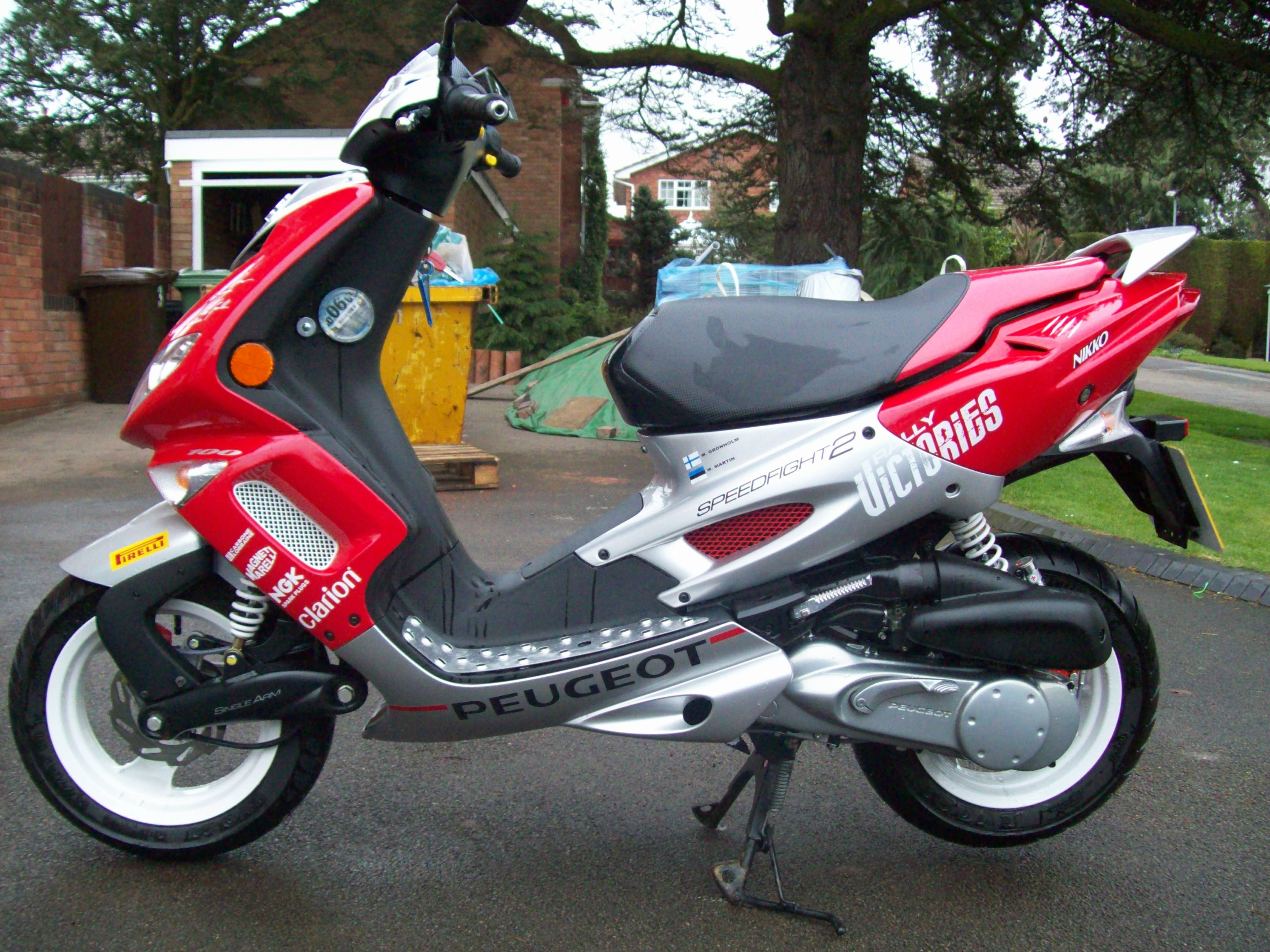
Peugeot Speedfight

De Peugeot Speedfight is een scootermodel van Peugeot. Er bestaan 4 generaties van het model, namelijk de Peugeot Speedfight 1, 2, 3 en 4. De eerste generatie werd in 1997 op de markt gebracht.
De Speedfight-lijn is vooral populair bij jongeren dankzij zijn sportieve uiterlijk.

## Modellen

### Speedfight 1
De Peugeot Speedfight 1 is de eerste generatie Peugeot Speedfight die geproduceerd is.

### Speedfight 2
De tweede generatie bestaat uit een aantal verbeteringen.
Ten eerste is het motorblok verbeterd ten opzichte van de vorige generatie.
deze heeft een versterkte uitlaatophanging, bij de Speedfight 1 was deze zeer broos en zwak en brak deze dus snel af. 
Ook is de motor zuiniger in benzineverbruik. Dit was de laatste versie van de Speedfight die geleverd werd met het verticale Peugeot twee-takt blok. 

### Speedfight 3

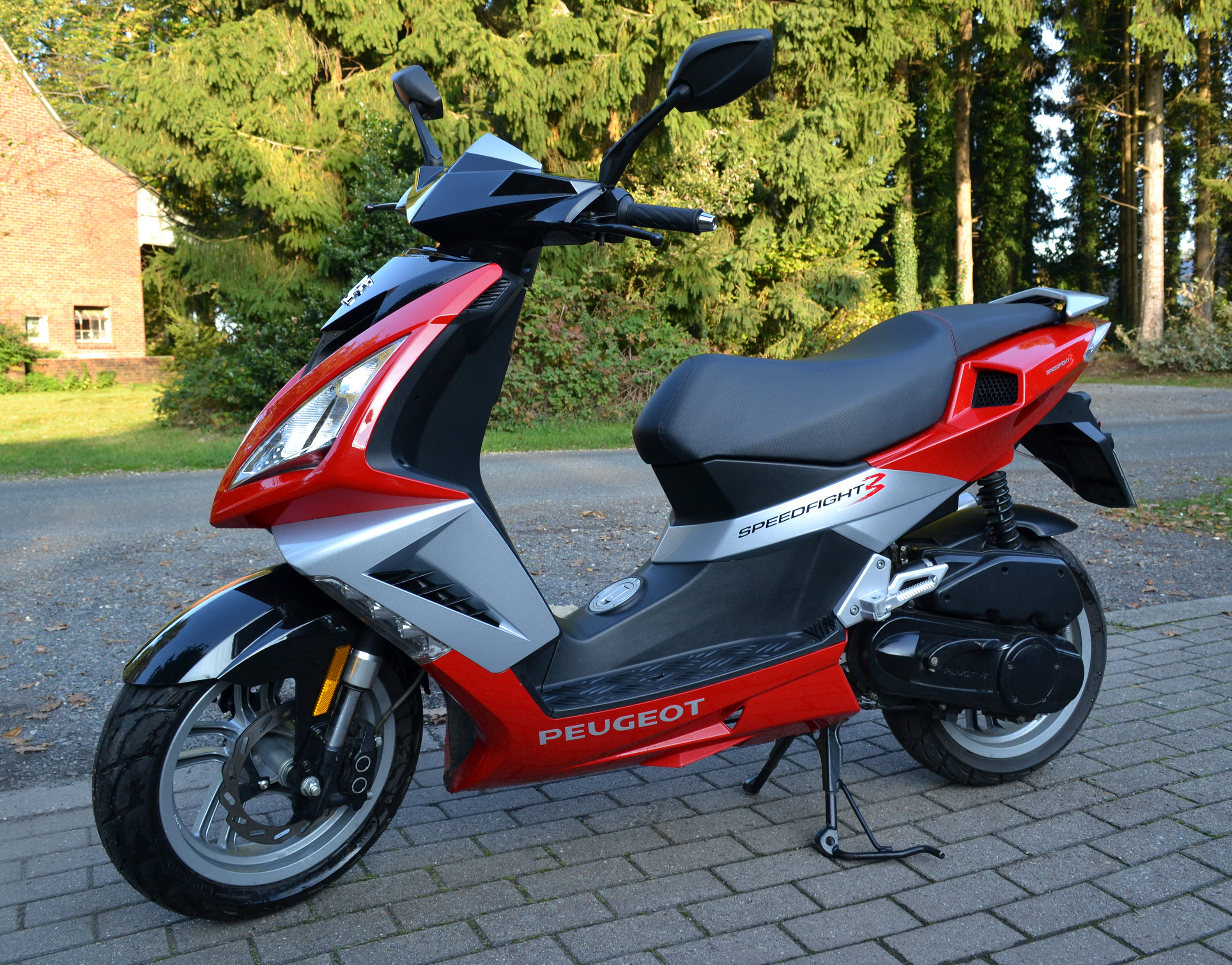
Peugeot Speedfight 3

De derde generatie (uit 2010) heeft een aantal kleine verschillen vergeleken met de tweede generatie. Ten eerste is het uiterlijk weer aangepast. Ook zijn aan het motorblok enkele kleine aanpassingen verricht.

### Speedfight 4
De vierde generatie is de laatste generatie die geproduceerd is.

## Varia
- De Peugeot Speedfight 3 verbruikt ongeveer 1 liter benzine per 25 kilometer.
- Het motorblok van de Speedfight-lijn wordt ook gebruikt voor de Peugeot Vivacity.